# Listă de planoare
Aceasta este o listă de planoare construite în toată lumea, cât și întreprinderile care au construit aceste planoare.

## După țări
- Listă de planoare din Australia
- Listă de planoare din Austria
- Listă de planoare din Argentina
- Listă de planoare din Belgia
- Listă de planoare din Brazilia
- Listă de planoare din Bulgaria
- Listă de planoare din Canada
- Listă de planoare din Cehoslovacia
- Listă de planoare din China
- Listă de planoare din Danemarca
- Listă de planoare din Elveția
- Listă de planoare din Estonia
- Listă de planoare din Filippine
- Listă de planoare din Finlanda
- Listă de planoare din Franța
- Listă de planoare din Germania
- Listă de planoare din Grecia
- Listă de planoare din India
- Listă de planoare din Iran
- Listă de planoare din Irlanda
- Listă de planoare din Italia
- Listă de planoare din Iugoslavia
- Listă de planoare din Japonia
- Listă de planoare din Letonia
- Listă de planoare din Lituania
- Listă de planoare din Marea Britanie
- Listă de planoare din Noua Zeelandă
- Listă de planoare din Olanda
- Listă de planoare din Polonia
- Listă de planoare din Portugalia
- Listă de planoare din România
- Listă de planoare din Rusia/URSS
- Listă de planoare din Slovacia
- Listă de planoare din Slovenia
- Listă de planoare din Spania
- Listă de planoare din SUA
- Listă de planoare din Sud Africa
- Listă de planoare din Suedia
- Listă de planoare din Turcia
- Listă de planoare din Ucraina
- Listă de planoare din Ungaria